# Corythalia parva
Corythalia parva är en spindelart som först beskrevs av Peckham, Peckham 1901.  Corythalia parva ingår i släktet Corythalia och familjen hoppspindlar. Inga underarter finns listade i Catalogue of Life.